# André Chamson

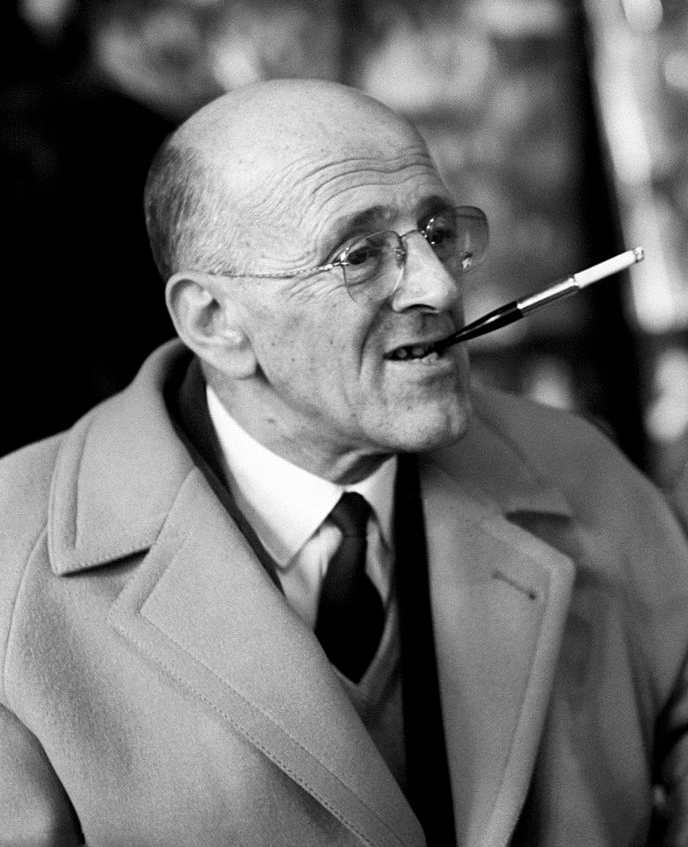
André Chamson em 1962

André Chamson (Alès, 6 de Junho de 1900, Paris, 1983) foi um escritor francês.
Organizou a Resistência Francesa em Rouergue durante a ocupação nazi. A acção dos seus romances desenrola-se sempre na sua região natal. 
Foi eleito para a Academia Francesa a 17 de Maio de 1956 por 18 votos - entre os quais Jules Romains, André Maurois e Georges Duhamel. 

## Principais obras
- Le Crime des Justes (1928)
- Le Chiffre de nos Jours (1954), romance autobiográfico
- Suite Pathétique (1969)
- La Tour de Constance (1970)